# Vachonobisium troglophilum
Espèce
Synonymes
- Gymnobisium montanum Vitali-di Castri, 1963

Vachonobisium troglophilum est une espèce de pseudoscorpions de la famille des Gymnobisiidae.

## Distribution
Cette espèce est endémique de la région de Valparaíso au Chili. Elle se rencontre vers le Cerro El Roble.

## Publication originale
- Vitali-di Castri, 1963 : La familia Vachoniidae (= Gymnobisiidae) en Chile (Arachnidea, Pseudoscorpionida). Investigaciones Zoológicas Chilenas, vol. 10, p. 27-82.